# Luftg’selchter Pfarrer

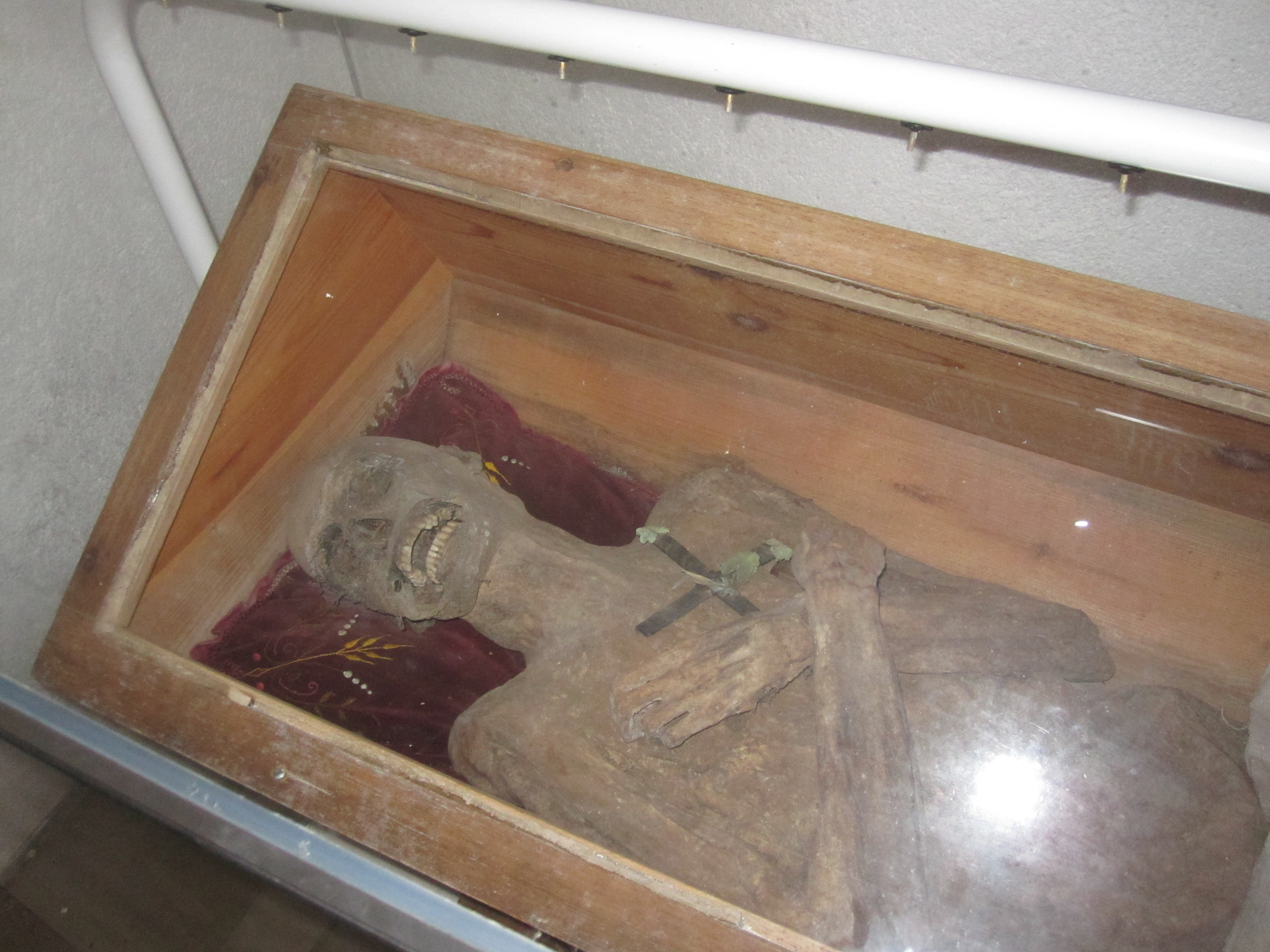
Der luftg’selchte Pfarrer in der Gruft der Pfarrkirche von St. Thomas am Blasenstein.

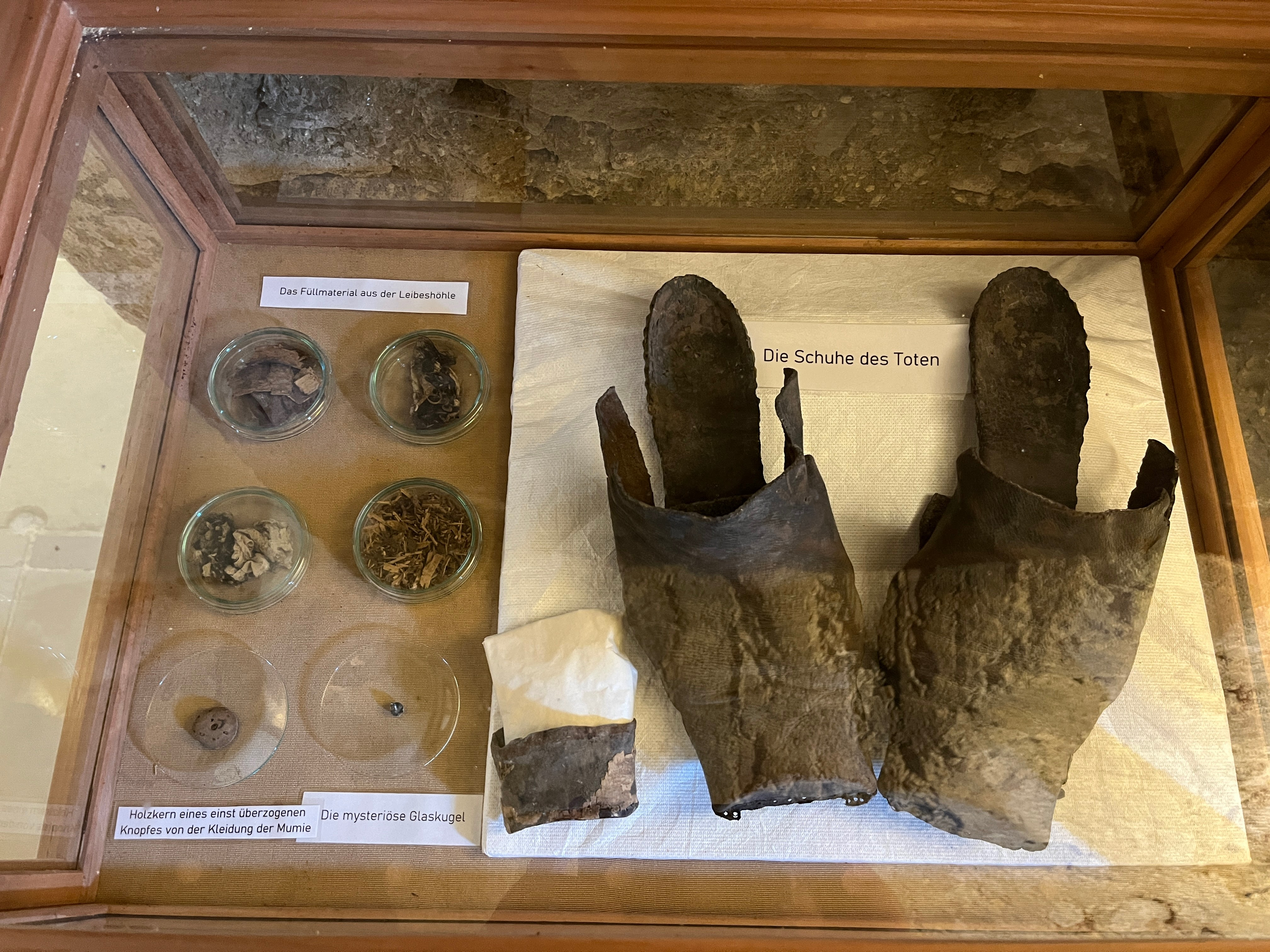
Schaukasten mit den Utensilien des luftg’selchten Pfarrers

Der Luftg’selchte Pfarrer ist ein mumifizierter Leichnam in St. Thomas am Blasenstein in Oberösterreich. Andere Bezeichnungen sind Heiliger Leib oder Lederner Franzl.
Der Leichnam befindet sich in der Gruft der Pfarrkirche St. Thomas am Blasenstein. Die Gruft hat einen eigenen Zugang von außen. Für einen geringen Münzeinwurf wird die Gruft zugänglich gemacht und auch einige Minuten lang beleuchtet. Eine Infotafel und ein Schaukasten geben Auskunft über die Mumie.
Eine schwarze Granittafel von Arnold Reinthaler mit der Inschrift „Five Minutes Left“ („noch fünf Minuten übrig“) regt zum Nachdenken an.

## Über die Mumie
Die Mumie ist vom Scheitel bis zur linken Ferse gemessen 171 cm groß und wiegt ca. 10 kg. Es kann angenommen werden, dass der Mensch zu Lebzeiten etwas größer war, da sich durch den Mumifizierungsprozess und die Trocknung die Körpergröße verringert. Während der Bereich der Augen und des Mundes sehr stark angegriffen ist, sind Teile wie Hals oder Hände besonders gut konserviert. Das Gebiss der Mumie weist keine Karies auf. Die Mumie trägt eine vierlagige Kleidung, eine Lederhose und Lederschuhe. Die Herstellungszeit der Kleidung wird zwischen 1670 und 1750 geschätzt.
Die erste urkundliche Erwähnung der Mumie stammt aus dem Jahre 1855.
Als Gründe für die (natürliche) Mumifizierung wurden folgende Ursachen diskutiert: Einwirkung von Gerbsäure, Quecksilber(II)-chlorid, klimatische Bedingungen wie Luftzug oder Luftabschluss oder ionisierende Strahlung.

## Mögliche Identität
Nach Volksmeinung handelt es sich bei der Mumie um Franz Xaver Sydler de Rosenegg (* 4. Juni 1709; † 3. September 1746), was auch wissenschaftliche Untersuchungen nahelegen, die ab dem 12. Oktober 2017 am Institut für Rechtsmedizin der Ludwig-Maximilians-Universität München durchgeführt wurden. Franz Xaver Sidler war ein österreichischer Chorherr und Pfarrvikar, der als 13. Kind seiner Eltern Gottlieb Sydler von Rosenegg und Maria Elisabeth Vogelsang zur Welt kam und im Alter von 37 Jahren starb.
Sydler de Rosenegg war seine drei letzten Lebensjahre Pfarrvikar in St. Thomas am Blasenstein in Oberösterreich. Der Überlieferung nach wurde er bereits einen Tag nach seinem Tod beerdigt, was darauf hindeutet, dass eine Gefahr der Seuchenausbreitung bestand. Gerade bei Geistlichen war es keineswegs üblich, sie so schnell zu begraben, ohne sie einige Tage lang aufzubahren. Als man in der ersten Hälfte des 19. Jahrhunderts das Grab ausräumen wollte, fand man einen unversehrten Leichnam. Seither gilt diese natürliche Mumifizierung als ein Wunder und es ist bis heute nicht eindeutig geklärt, wie es dazu kommen konnte. Da zudem erzählt wird, dass er an Epilepsie gestorben sei, gilt er als Helfer bei dieser Krankheit. Dies wurde jedoch bei der Untersuchung in München widerlegt, in Wirklichkeit starb er wahrscheinlich an einem Blutsturz. Zudem litt er an Tuberkulose.
Einträge in den Matrikeln:
- „Baptiszatus fuit Franciscus Xaverius, Praenobilis et strenui Domini Goitlieb Sydler de Rosenegg, Praefecti hic, ac., Dominae Mariae Elisabeth aenatae Vogelsang, filius legitimus“ (Taufbuch Bad Kreuzen, 4. Juni 1709).[2]
- „Anno Domini 1746 Sept. 3 sepultus est plurinum Reverendus, Religiosissimus, Praenobilis, clarissimus ac doctissimus Dominus Franciscus Xaverius Sydler, Parochus huius loci aetatis 37 et omnibus Sacramentis praemunitus“ Dazu ist in anderer Schrift ergänzt "Ist der Leib in der Gruft". Wann diese Notiz hinzugefügt wurde, ist jedoch nicht bekannt.  (Sterbematrikel St. Thomas, 2. Buch).[3]

Franz Xaver Sidlers Vorfahren in väterlicher Linie waren:
- Gottlieb Sidler von Rosenegg († 7. November 1730), Pfleger auf Burg Kreuzen, ⚭ 28. Februar 1696 Maria Elisabeth von Voggendanz, Tochter des Wolf Christoph Voggendanz, Pfleger der Herrschaft Eschelberg, und der Sidonia Langmayr
- Adam Andreas Sidler von Rosenegg (* 29. Mai 1635; † 21. Januar 1710), Pfleger der Grafen Starhemberg und Dietrichstein, ⚭ 18. November 1659 Maria Anna Luckeneder
- Wolfgang Sidler von Rosenegg (* um 1610; † 8. Juni 1671), Salzfertiger und Marktrichter in Bad Ischl ⚭ 15. Januar 1633 Maria Magdalena Kagerer. Gemeinsam mit seinen drei Brüder Johann Gabriel, Abraham und Isaak erreichte er am 31. Januar 1653 in Augsburg die Erhebung in den rittermäßigen Adelsstand durch Kaiser Ferdinand III.[5]
- Adam Sidler (* um 1580; † 8. April 1646), Gastwirt und Marktrichter in Ischl ⚭ Katharina
- Ruprecht Sidler (ertrunken bei einem Schiffbruch in der Donau bei Korneuburg), Schiffmann und Salzausrichter

## Forschungsstand
Einem Zeitungsartikel der Salzburger Nachrichten vom 4. August 2001 zufolge, wird der luftg’selchte Pfarrer seit einiger Zeit wissenschaftlich untersucht. Beauftragt wurde damit der Chemiker Bernhard Mayer vom AKH Wien, der auch an der Erforschung der Gletscherleiche Ötzi beteiligt war. Hauptziel ist es, die Ursache für die Mumifizierung zu finden. Es scheint, dass der Tote nie unter der Erde war. Außerdem vermutet man, dass die Mumifizierung nicht aufgrund eines Luftstromes erfolgt ist, sondern dass der Tote eher unter Luftabschluss getrocknet ist. Eine Durchleuchtung mit einem mobilen Röntgengerät hat gezeigt, dass sich im Magen-Darm-Trakt eine kirschkerngroße Kugel befindet, die an zwei Seiten kleine Füßchen aufweist. Man ging von einem Giftanschlag aus, bei der jüngsten Untersuchung 2017/18 stellte sich jedoch heraus, dass dies eine Glasperle von einem Rosenkranz ist und vermutlich beim Füllen der Leiche mit Holzspänen und Stoffstücken unbeabsichtigt in den Körper gelangte.
Im Winter 2017/2018 wurde die Mumie in München untersucht, um eine Möglichkeit der besseren Konservierung zu finden. Sie war in dieser Zeit nicht zu besichtigen.